# Jozef Pukalovič
Jozef Pukalovič (19. srpna 1928 – 26. června 2008) byl slovenský fotbalový obránce.

## Hráčská kariéra
V československé lize hrál za Sláviu VŠ Bratislava a Slovan ÚNV Bratislava, aniž by skóroval. Do Slávie VŠ přišel ze Slovanu.

### Prvoligová bilance
| Ročník          | Zápasy | Góly | Minuty | Klub                  |
| --------------- | ------ | ---- | ------ | --------------------- |
| I. liga 1953    | 12     | 0    | –      | Slavia VŠ Bratislava  |
| I. liga 1958/59 | 1      | 0    | 90     | Slovan ÚNV Bratislava |
| CELKEM I. LIGA  | 13     | 0    | –      |                       |